# Maria Frąckowiak
Maria Frąckowiak war eine polnische Judenretterin. Sie wurde 1979 vom Yad Vashem als Gerechte unter den Völkern anerkannt.

## Leben
Im Sommer 1941, als die Deutschen die Stadt Dubno in Wolhynien besetzten, kam Maria Frąckowiak ihren jüdischen Bekannten zu Hilfe. Bereits in den ersten Tagen der Besatzung, während des deutschen Massakers an den Juden von Dubno, versteckte Frąckowiak Juden, die vor den Deutschen flohen, darunter auch Verwundete.
Von Beginn der Besatzung an bis zur Befreiung der Stadt durch die Rote Armee im Sommer 1944 kamen 16 jüdische Flüchtlinge in Frąckowiaks Wohnung unter. Einige blieben nur für kurze Zeit, bis Frąckowiak ihnen half, ein anderes Versteck zu finden, während andere wochen- oder monatelang blieben. Als sich das Gerücht verbreitete, dass sie Juden in ihrer Wohnung verstecke, brachte sie die Schutzsuchenden bei Bekannten in den umliegenden Dörfern unter, wo Frąckowiak sie bis zur Befreiung mit Lebensmitteln und Kleidung versorgte.
Bei den 16 Flüchtlingen, denen sie das Leben rettete, handelte es sich um vier Mitglieder der Familie Fuks, drei Mitglieder der Familie Meller, die Ehepaare Gretz, Fajnblit und Goldberg sowie drei Mitglieder der Familie Aptik. Später sagten sie aus, Frąckowiak sei eine Frau mit humanitären Grundsätzen gewesen, die ihr Leben riskiert habe, um Juden zu retten, ohne eine Gegenleistung zu erwarten. Nach dem Krieg wanderten die Überlebenden nach Israel aus, während Frąckowiak nach Breslau zog.
Am 9. Januar 1979 erkannte Yad Vashem Frąckowiak als Gerechte unter den Völkern an.